# 1961
1961 (MCMLXI) var ett normalår som började en söndag i den gregorianska kalendern. Det var det första året sedan 1881 som, om det skrivs uppochned, blir likadant. Nästa gång det händer är år 6009.

## Händelser

### Januari

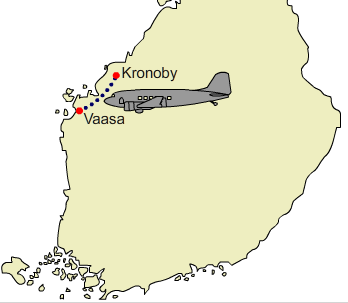
Flygolyckan i Kvevlax 1961.

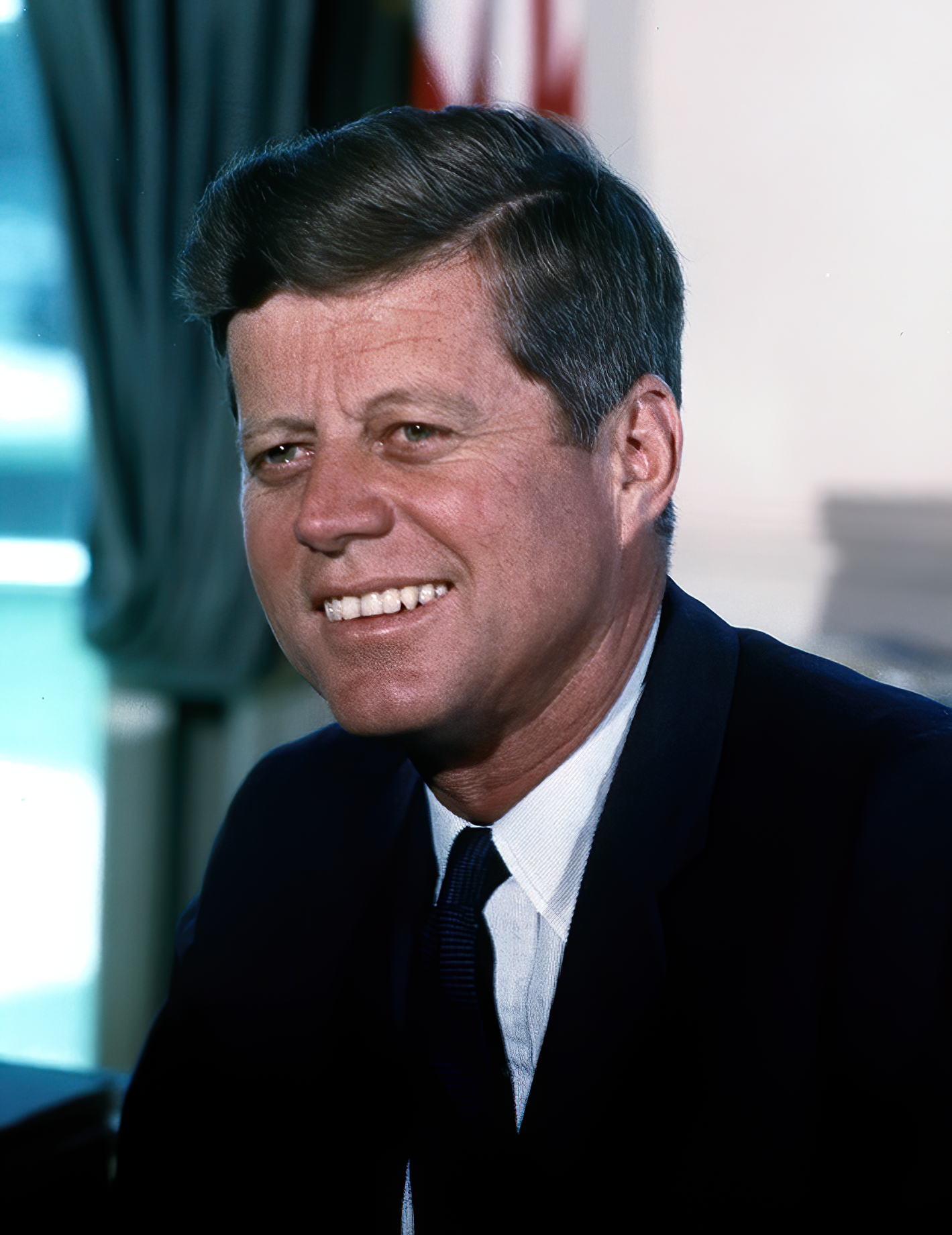
John F. Kennedy blir USA:s 35:e president.

- 1 januari – Sverige ersätter 1924 års barnavårdslag med 1961 års barnavårdslag.[1]
- 3 januari
  - 25 personer omkommer vid en flygolycka i Vasa, Finland[2] då en av Finnairs DC3:or kraschlandar för att båda piloterna var berusade.[3]
  - 3 personer omkommer då den experimentella kärnkraftreaktorn SL-1 utanför Idaho Falls i USA exploderar.[4] Det räknas fortfarande som den enda dödliga reaktorolyckan i USA.
- 17 januari
  - Kongo-Léopoldvilles avsatte regeringschef Patrice Lumumba grips i Katangas huvudstad och mördas senare i fängelset.[5]
  - Tre dagar innan Dwight D. Eisenhower lämnar posten som USA:s president tar han avsked av det amerikanska folket i TV, genom ett tal där han varnar för att makten har samlats hos det "militär-industriella komplexet".
- 20 januari
  - John F. Kennedy tillträder som USA:s 35:e president.
  - Texasdemokraten Lyndon B. Johnson efterträder Kalifornienrepublikanen Richard Nixon som USA:s vicepresident.

### Februari
- Februari – Den svenska författningsutredningen når en kompromiss i huvudfrågorna. Man vill införa enkammarriksdag, behålla proportionella val och inte utvidga folkomröstningsinstrumentet.
- 1 februari – USA provar den första Minuteman I, en interkontinental ballistisk missil.[6]
- 3 februari – Kollektiviseringen av Kinas jordbruk har blivit fiasko, och Kina tvingas köpa in vete och korn från Kanada för 60 miljoner SEK.[7]
- 8 februari – Den svenska författarinnan Sara Lidman, sedan två år bosatt i Johannesburg, åtalas för brott mot Sydafrikas raslagar som förbjuder att svarta och vita umgås. Åtalet läggs dock ner, och hon återvänder till Sverige.[8]
- 9 februari
  - Filmen "De missanpassade" med Marilyn Monroe har biopremiär i New York City.
  - Katangas regering meddelar att Kongo-Léopoldvilles regeringschef Patrice Lumumba blivit mördad under oklara omständigheter.[7]
- 11 februari – Rättegången mot Adolf Eichmann börjar i Jerusalem.
- 15 februari
  - USA:s president John F. Kennedy varnar Sovjet för att störa FN:s fredsarbete i Kongo.[9]
  - 73 personer, bland dem 17 man ur USA:s VM-trupp i konståkning, omkommer då ett belgiskt Boeingflygplan från Sabena störtar i Bryssel, Belgien.[2]

### Mars

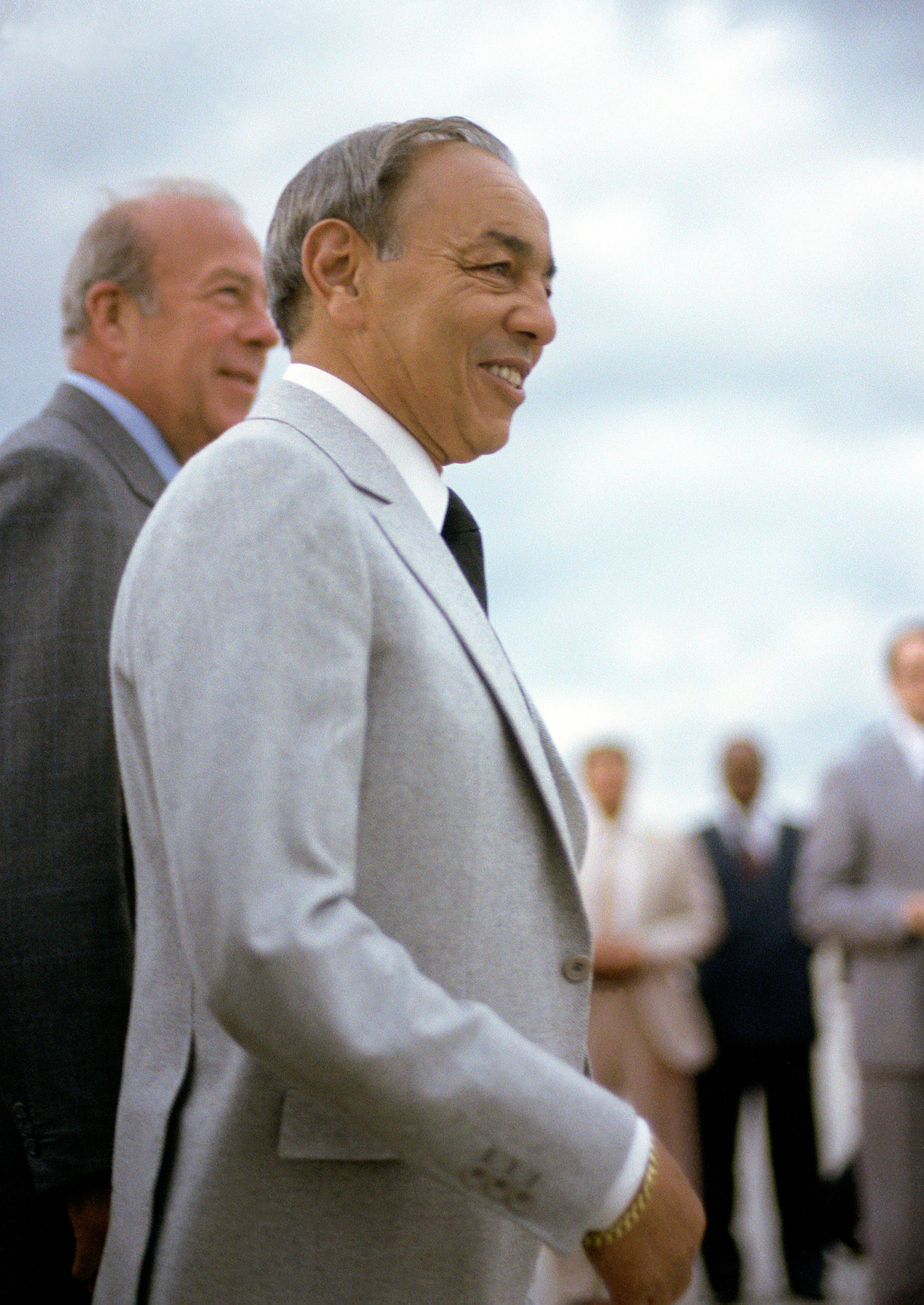
Hassan II blir kung av Marocko.

- 3 mars – Hassan II blir kung av Marocko.
- 4 mars – Skolskjutning i Kungälvs läroverk. En elev dödad.
- 8 mars – Piratradiosändaren Radio Nord börjar reklamfinansierade sändningar från fartyget "Bon Jour" på internationellt vatten på Ålands hav.[7] Bon Jour är registrerat i Nicaragua.[10]
- 13 mars – USA:s president John F. Kennedy föreslår en  "framstegsallians" mellan USA och latinamerikanska stater.[11]
  - Cypern går med i Brittiska Samväldet.[12]
- 15 mars – Sydafrika lämnar Brittiska samväldet.
- 16 mars – En del av svenska Idkerbergets gruva rasar, och bildar en krater, ingen människa dödas, men ett garage med nio bilar störtar ner i hålet.[13]
- 21 mars – Brittiska popgruppen Beatles gör sitt första framträdande på Cavern Club i Liverpool.[7]

### April

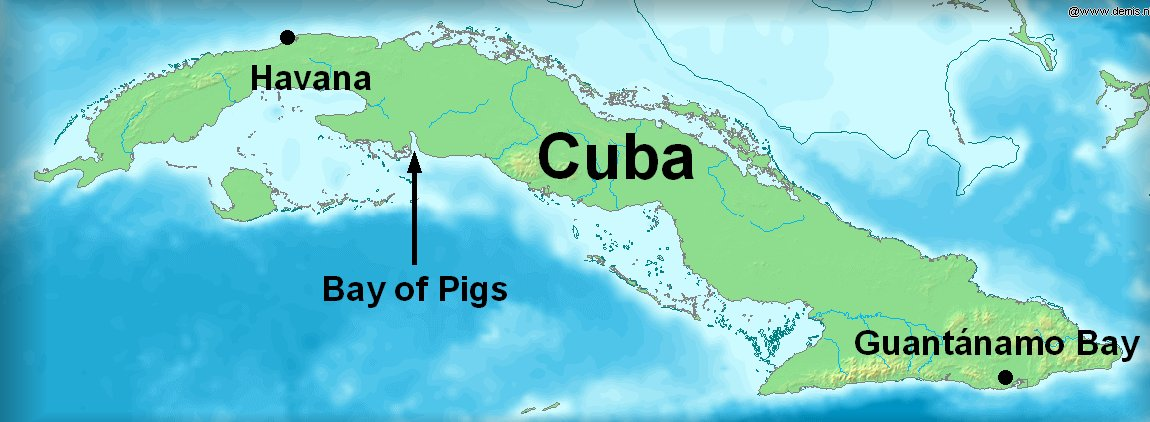
Grisbuktsinvasionen.

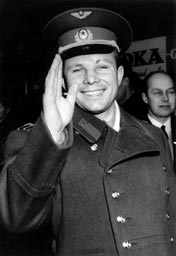
Jurij Gagarin blir den första människan i rymden.

- 12 april – 27-årige sovjetiske majoren Jurij Gagarin blir den första människan i rymden.[7]
- 14 april – Karl Gerhard fyller 70 år och hyllas av massor med personer på Stockholms gator.
- 17–21 april – Ett invasionsförsök i Grisbukten, Kuba som utförs av exilkubaner med stöd av CIA, slås ner av Fidel Castros trupper.[7]
- 22 april–25 april – Franska generaler som motsätter sig Charles de Gaulles politik genomför ett misslyckat kuppförsök i Alger.[7]
- 24 april – Regalskeppet Vasa, som sjönk 1628, bärgas från botten av inloppet till Stockholm inför stort massmedieuppbåd.[7] Klockan 09.03 stiger skeppet upp ur vattnet utanför Beckholmen i Stockholm.[8]
- 27 april – USA:s president Kennedy håller talet: The President and the Press: Address before the American Newspaper Publishers Association.[14]
- 30 april – Lars Brising tilldelas Thulinmedaljen i guld.

### Maj

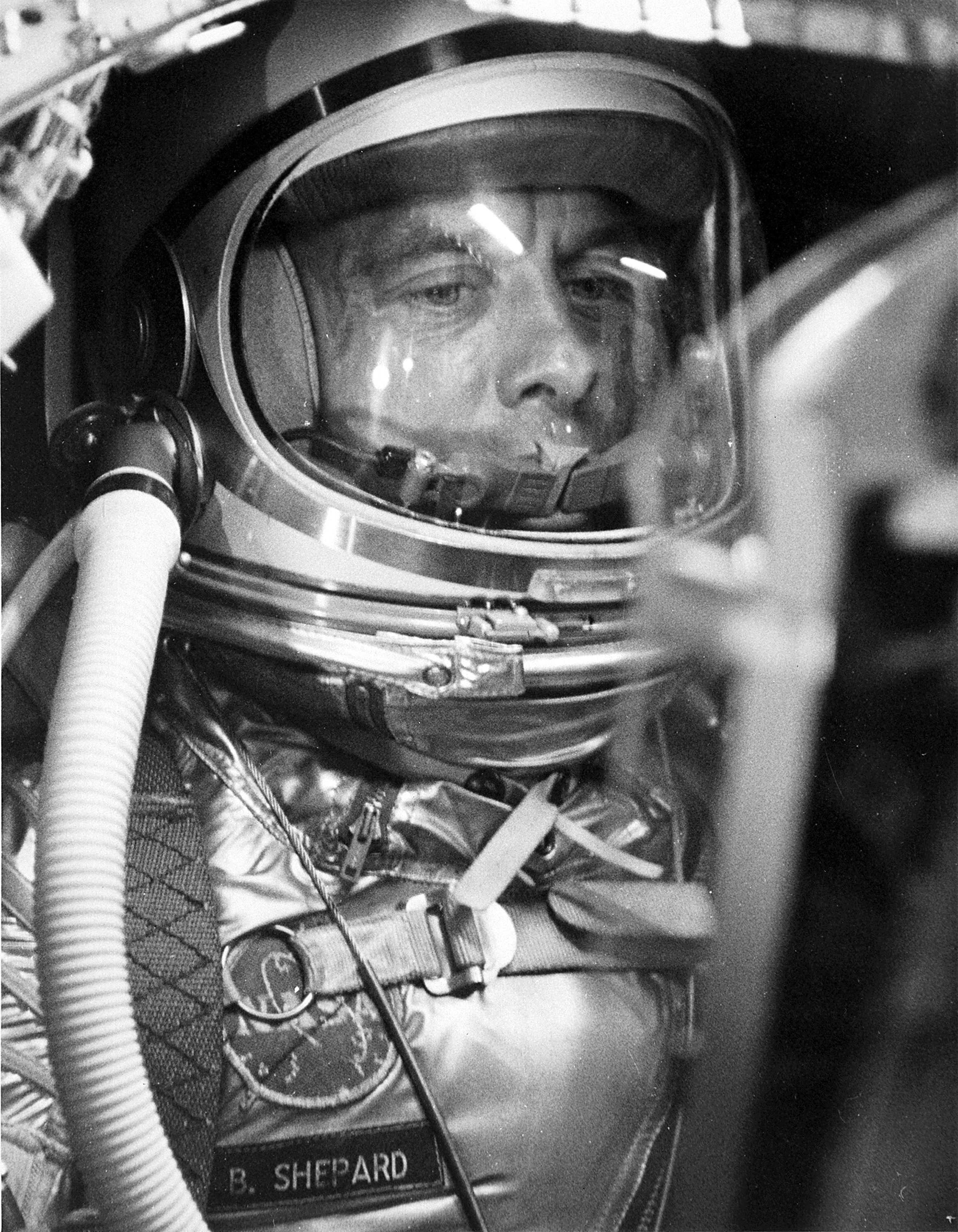
Alan Shepard blir den förste amerikanen i rymden.

- 4 maj – Sveriges Radio startar Melodiradion (P2), för att ta tillbaka lyssnare från Radio Nord, med program som Det ska vi fira och Tio i topp.[8]
- 5 maj – Alan Shepard blir den förste amerikanen i rymden, där han vistas i 15 minuter.[7]
- 17 maj – Utställningen "Rörelse i konsten" öppnas på Moderna museet och är den största idéutställning av modern konst som visats i Sverige.[8]
- 25 maj
  - Bromma flygplats 25-årsjubilerar.
  - De tre skandinaviska länderna gör en jättesatsning för att rädda det svårt förlustdrabbade flygbolaget SAS.[10]
  - Prinsessan Birgitta gifter sig i Rikssalen på Stockholms slott med Johann Georg "Hansi" av Hohenzollern.[7]
- 26 maj – Den svenska riksdagen beslutar att delvis slopa svenska statens monopolställning beträffande tobaksförsäljning, och avskaffa riktpriserna på tobak.[10] AB Svenska Tobaksmonopolet omvandlas till Svenska Tobaks AB, ett statsägt bolag som ska arbeta under fri konkurrens.
- 28 maj – Peter Benenson publicerar artikeln The Forgotten Prisoners i The Observer, vilket är upptakten till bildandet av Amnesty International.
- 31 maj – Sydafrika blir republik och lämnar Brittiska samväldet.[15]

### Juni

Kuwait självständigt.

- 3 juni – Nikita Chrusthov och John F. Kennedy möts i Wien för att diskutera världspolitik.[7]
- 6 juni – Psykologen och författaren Carl-Gustav Jung avlider.[7]
- 16 juni – Sovjetiske balettstjärnan Rudolf Nurejev hoppar av i Paris.[5]
- 19 juni – Storbritanniens protektorat över Kuwait upphör.[16]
- 25 juni – Irak gör anspråk på Kuwait.[16]
- 30 juni – Scanair bildas av de tre skandinaviska flygbolag som bildade SAS.

### Juli
- 1 juli – EFTA sänker tullarna med 10 %.[15]
- 4 juli – ASEA-chefen Curt Nicolin övertar chefskapet för SAS.[10]
- 5 juli – Israel avfyrar raketen Shavit 2.[17][18]
- 15 juli – Polens parlament inför en utbildningslag som bland annat höjer skolpliktsåldern i Polen från att ha avslutats vid 14 års ålder till att avslutas vid 16 års ålder samt officiellt sekulariserar alla skolorna.
- 21 juli – Virgil I. Grissom blir den andre amerikanen i rymden.
- 30 juli – Finland associeras till EFTA.[15]

### Augusti
- 6 augusti – Den sovjetiske kosmonauten Herman Titov genomför en 24 timmar lång rymdfärd när han åker 17 varv runt jorden i Vostok 2.[7]
- 6–7 augusti – Morden vid White House Farm äger rum. Jeremy Bamber döms senare till livstids fängelse för morden.
- 13 augusti – För att stoppa flyktingströmmen till Västberlin börjar östtysk polis och militär bygga en mur runt Västberlin.[7] En enda gränsövergång lämnas öppen, den vid Friedrichstrasse mot amerikanska sektorn.
- 14 augusti – Den första svenska obemannade rymdraketen skjuts upp.
- 22 augusti
  - I ett tal på Svenska Metallindustriarbetareförbundets kongress meddelar Sveriges statsminister Tage Erlander att Sverige inte kommer att söka medlemskap i EEC.[10]
  - Gunnar Heckscher efterträder Jarl Hjalmarson som ledare för svenska Högerpartiet.[7] Jarl Hjalmarson avgår efter partiets dåliga resultat i svenska valet 1960.
- 29 augusti – 39 personer omkommer då ett brittiskt trafikflygplan störtar nära Stavanger, Norge.[2]

### September
- 1 september – Sovjetunionen inleder en kärnvapenprovserie över Sovjetiska Centralasien och Novaja Zemlja.[19]
- 4 september – Den svenske medeldistanslöparen Dan Waern avstängs enligt amatörreglerna från tävlande av Internationella friidrottsförbundet.[7]
- 8 september – Ett misslyckat attentat genomförs mot Frankrikes president Charles de Gaulle.
- 10 september – 83 personer omkommer då ett kanadensiskt charterflygplan störtar nära Shannon Airport, Irland.[2]
- 13 september – FN-trupper går in i Katanga.[15]
- 18 september – FN:s svenske generalsekreterare Dag Hammarskjöld omkommer i en flygolycka vid Ndola i Nordrhodesia på väg till Kongo-Léopoldville[7] för fredsmöte med Katangas ledare Moise Tshombe.[5]
- 21 september – Operakällaren i Stockholm återinvigs i Tore Wretmans regi efter sex års totalrenovering.
- 23 september – Ursviksmarschen, en protestmarsch mot det svenska kärnvapenprogrammet organiserad av Kampanjen mot atomvapen (KMA), utgår från Mariatorget i Stockholm med Försvarets forskningsanstalt i Ursvik som mål.
- 28 september – Förenade Arabrepubliken upplöses.
- 29 september – Dag Hammarskjöld begravs i Uppsala.[20]
- September – Under månaden omkommer 92 personer i 88 trafikolyckor i Sverige.

### Oktober

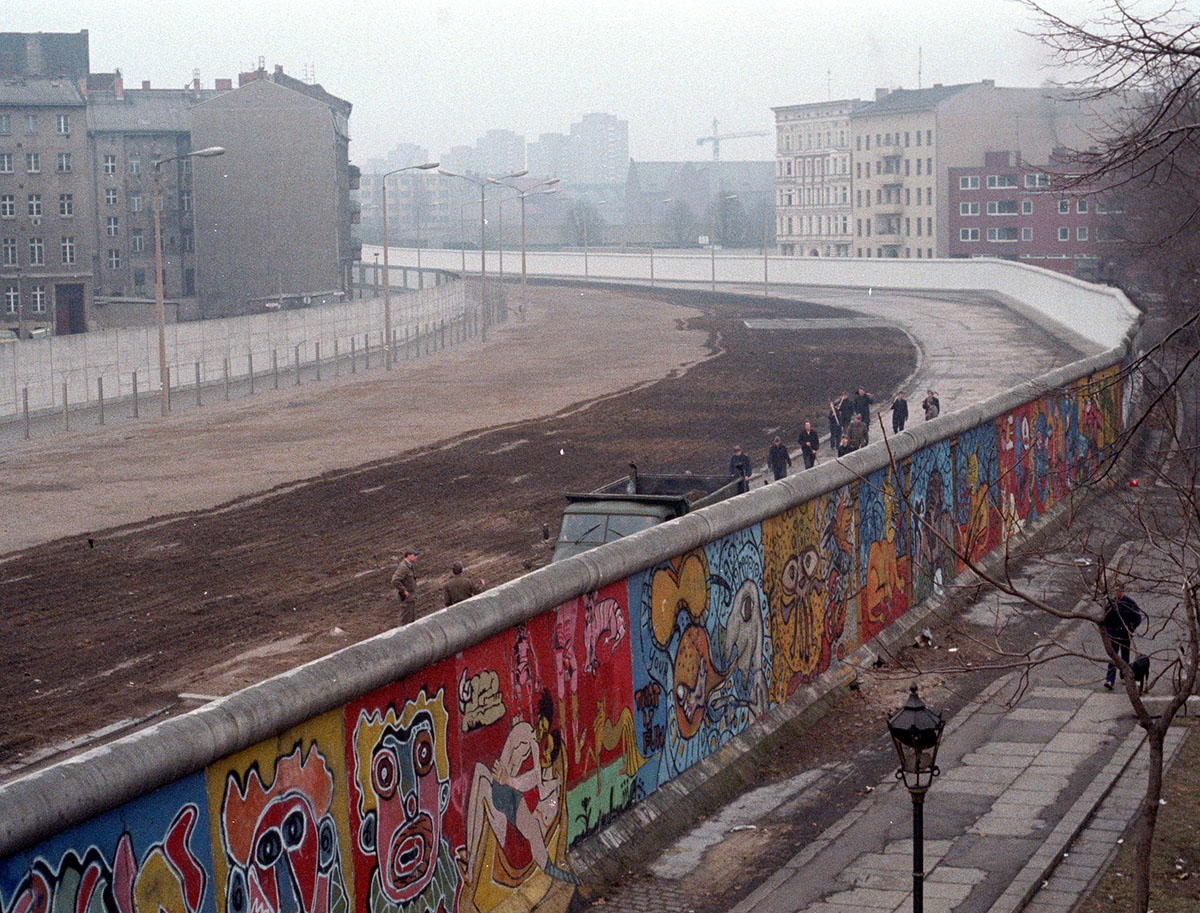
Berlinmuren.

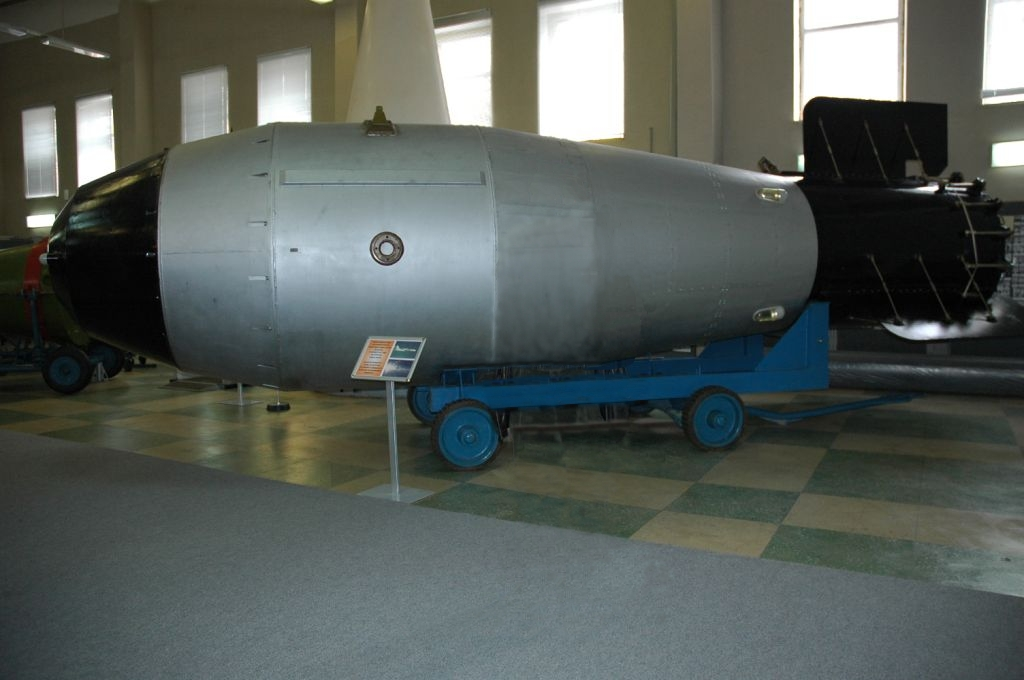
Sovjetunionen detonerar vätebomben Tsar Bomba på ön Novaja Zemlja i Norra Ishavet, trots ihärdiga vädjanden från FN.

- 1 oktober – Sveriges Radio möblerar om i programtablån. Ett extra Dagens eko införs 12:30 (nuvarande lunchekot). TV börjar sända även på onsdagar, som hittills varit TV-fria.
- 2 oktober – Fyra personer omkommer när en lastbil på förmiddagen krockar med rälsbussen från Rimbo vid Danmarksgatans järnvägsövergång i centrala Uppsala.
- 3 oktober
  - Sigvard Eklund (forskningschef vid AB Atomenergi) blir chef för Internationella Atomenergiorganet (IAEA) i Wien.
  - Fritz Lindström tilldelas Värmlands läns landstings Frödingstipendium.
- 6 oktober – Erik Jorpes erhåller Berzeliusmedaljen.
- 9 oktober – Högsta domstolen beslutar att Svea hovrätts dom står fast om elva års fängelse för Olle Möller för dråp på fru Ruth Lind i Fjugesta.
- 10 oktober – Radioprogrammet Hylands hörna har premiär i Sveriges Radio.
- 14 oktober – En jury med 200 ungdomar i Stockholm och lika många i Malmö röstar fram SR:s första Tio i topp-lista, och etta är Eddie Hodges med låten I'm Gonna Knock on Your Door.[21]
- 15 oktober – Vid Skogskyrkogården i Stockholm invigs den första minneslunden.
- 17 oktober – Fransk polis anfaller en protesterande människomassa om ca 30 000 huvudsakligen algerier i det så kallade Slaget om Paris. Omkring 200 dödas.
- 19 oktober – På ett ministermöte i Wien beslutar de neutrala Efta-länderna Schweiz, Österrike och Sverige att göra en gemensam ansökan om att bli associerade medlemmar i EEC.
- 22 oktober – Löparen Dan Waern diskvalificeras av svenska friidrottsförbundet på två år.
- 24 oktober – TV-programmet "Utmaningen" får två vinnare av 10.000 svenska kronor, Wayland Wieslander (Mingporslin) och Bert Lexberg (Vilda västern).
- 25 oktober – Östtyska folkpolisen skärper kontrollen av civila som passerar gränsstationen Friedrichstraße i Berlin. Som svar rullar britter och amerikaner fram stridsvagnar. Se Berlinkonfrontationen.
- 25 oktober – Remissdebatt i riksdagen. De borgerliga partierna är entusiastiska inför de kommande EEC-förhandlingarna.
- 26 oktober – Sveriges utrikesminister Östen Undén lanserar den så kallade Undénplanen, som skall leda till en internationell överenskommelse för att hindra ytterligare kärnvapenspridning.
- 27 oktober – Första Saturnus-raketen lyfter.
- 29 oktober – Delarna till Ågestareaktorn i Huddinge i Sverige börjar transporteras på järnväg från järnverket i Degerfors. Det är Statens Järnvägars dittills mest omfattande transport.
- 30 oktober
  - Sovjetunionen detonerar vätebomben Tsar Bomba på ön Novaja Zemlja i Norra Ishavet, trots ihärdiga vädjanden från FN.
  - I en not till Finlands regering uttrycker Sovjetunionen oro för den ökande militarismen i Västtyskland och varnar Finland för att orientera sig mot Nato.
- 31 oktober – Josef Stalins kropp avlägsnas från Leninmausoleet.
- Oktober – Prästen och docenten Stig Lindholm i Uppsala går över till romersk-katolska kyrkan.

### November
- 1 november – En orkan ödelägger Belize City, Brittiska Honduras.[19]
- 3 november- Burmas FN-ambassadör U Thant väljs till FN:s ny generalsrekreterare.[7]
- 4 november – Sovjetunionen har sedan 1 september 1961 provsprängt 31 kärnvapenladdningar, några mycket stora.[19]
- 21 november – La Ronde invigs, första roterande restaurang i Nordamerika.

### December

Tanganyika, självständigt 1961 (sedan 1964 del av Tanzania).

- 1 december – Nämnden för internationellt bistånd, som skall sköta Sveriges hjälp till utvecklingsländer, inrättas.[10]
- 2 december – Fidel Castro meddelar att Kuba kommer att införa kommunismen.
- 6 december – Läkemedelsföretaget Astra varnar gravida kvinnor för att ta det lugnande medlet Neurosedyn som misstänks ge fosterskador.[5][10]
- 9 december – Tanganyika blir självständigt.[22]
- 10 december – Svensken Dag Hammarskjöld får postumt Nobels fredspris.[10]
- 11 december – Första amerikanska soldaterna till Indokina.[15]
- 12 december – Hasse Alfredson och Tage Danielsson registrerar AB Svenska Ord hos Patent- och registreringsverket.
- 15 december
  - Israel dömer tyske förre SS-officeren Adolf Eichmann till döden i Jerusalem.
  - Den svenska regeringen inlämnar ansökan om associering till EEC.[10] Högern och Folkpartiet önskar medlemskap.[10]
- 26 december – Filmen Frukost på Tiffany's med Audrey Hepburn i huvudrollen har premiär i Sverige.
- 27 december – Moderna museet i Stockholm köper Constain Brancusius verk Den nyfödde, som liknar ett ägg, för 181 000 SEK, vilket utlöser häftiga debatter.[10]
- 31 december – Marshallhjälpen upphör efter att ha delat ut 12 miljarder dollar för återuppbyggnad av europeiska stater.

### Okänt datum
- Vasamuseet invigs på Djurgården i Stockholm.[10]
- Europavägar införs i Sverige.
- Engångstallrikar av papp börjar säljas i Sverige.[5]
- FN:s allmänna narkotikakonvention antas.[23]
- I samband med presidentvalskampanjen i Finland kräver Sovjet konsultationer med Finland om utökat försvarssamarbete, vilket väcker oro i övriga Norden, särskilt Sverige.
- Antalet svenska LO-förbund börjar minskas genom sammanslagningar. Antalet halveras från 44 stycken 1961 till 22 stycken 1977.
- Den svenska riksdagen uppsätter målet att en procent av Sveriges BNP skall gå till bistånd.
- Sveriges statsminister Tage Erlander åker på statsbesök till USA.
- Sveriges statsminister Tage Erlander avvisar svenskt deltagande i europeisk integration av bland annat neutralitetsskäl[24], vilket är Sveriges första neutralitetsförklaring.
- Den svenska omsättningsskatten höjs med två procent och bensiskatten höjs med fem öre per liter.
- Den första bingokvällen hålls i Sverige.[25] Då spelet blir mycket populärt under 60- och 70-talen uppstår bingohallar runt om i landet.
- P-pillret etableras.
- Surfare i Kalifornien uppfinner den första formen av skateboard.
- Barbiedockan får sin pojkvän Ken.
- Amnesty International grundas.
- I Huskvarna i Sverige införs ett statligt försöksgymnasium i Centralskolans lokaler.

## Födda

### Första kvartalet

#### Januari
- 2 januari
  - Gabrielle Carteris, amerikansk skådespelare.
  - Robert Wexler, amerikansk demokratisk politiker, kongressledamot 1997–2010.
- 5 januari – Anna Lindmarker, svensk journalist och nyhetsuppläsare.
- 7 januari – John Thune, amerikansk republikansk politiker, senator.
- 10 januari – Bill Shuster, amerikansk republikansk politiker.
- 11 januari – Karl Habsburg-Lothringen, österrikisk politiker.
- 13 januari
  - Julia Louis-Dreyfus, amerikansk skådespelare.
  - Jeremy Bamber, engelsk massmördare som utförde morden vid White House Farm.
- 16 januari – Paul Raven, brittisk musiker.
- 24 januari – Guido Buchwald, tysk fotbollsspelare och -tränare.
- 25 januari – Tommy Ekman, svensk sångare, medlem i Style.
- 26 januari
  - Wayne Gretzky, kanadensisk professionell ishockeyspelare.
  - Jim Jordan, amerikansk politisk konsult.
- 27 januari – Zack Space, amerikansk demokratisk politiker, kongressledamot 2007–2011.

#### Februari
- 8 februari – Vince Neil, amerikansk musiker, sångare i Mötley Crüe.
- 13 februari – cEvin Key, eg. Kevin Crompton, kanadensisk musiker, medlem i Skinny Puppy.
- 14 februari – J. Gresham Barrett, amerikansk republikansk politiker.
- 15 februari – Mikael Tornving, svensk komiker, skådespelare och TV-programledare.
- 17 februari – Andrej Korotajev, rysk antropolog, ekonomisk historiker och sociolog.
- 21 februari – Chuck Palahniuk, amerikansk författare och frilansjournalist.
- 25 februari – Davey Allison, amerikansk racerförare.
- 26 februari
  - Richard Günther, svensk regissör.
  - Souleyman Sané, senegalesisk fotbollsspelare.
- 28 februari
  - Mark Ferguson, australisk skådespelare.
  - Arnaldur Indriðason, isländsk författare.

#### Mars
- 4 mars – Steven Weber, amerikansk skådespelare.
- 5 mars
  - Mats Lanner, svensk golfspelare.
  - Elena Yakovleva, rysk skådespelare.
- 8 mars – Camryn Manheim, amerikansk skådespelare.
- 10 mars – Laurel Clark, amerikansk astronaut.
- 12 mars – Micke "Syd" Andersson, svensk musiker, trummis i Gyllene tider.
- 17 mars – Alexander Bard, svensk musiker.
- 21 mars – Lothar Matthäus, tysk fotbollsspelare.
- 24 mars – Maureen O'Toole, amerikansk vattenpolospelare.
- 25 mars – Monika Ahlberg, svensk skådespelare.
- 26 mars
  - William Hague, brittisk politiker, partiledare för Conservative Party 1997–2001.
  - Billy Warlock, amerikansk skådespelare.
- 27 mars – Anders Flodin, svensk kompositör, musiker och musikpedagog.

### Andra kvartalet

#### April
- 1 april – Anders Forsbrand, svensk golfspelare.
- 2 april – Christopher Meloni, amerikansk skådespelare.
- 3 april
  - Eddie Murphy, amerikansk skådespelare.
  - Elizabeth Gracen, amerikansk skådespelare.
- 5 april
  - Andrea Arnold, brittisk regissör och manusförfattare.
  - Michael Biegler, tysk handbollstränare.
- 7 april
  - Luigi De Agostini, italiensk fotbollsspelare.
  - Daniela Santanchè, italiensk politiker.
- 8 april – Claes Malmberg, svensk komiker och skådespelare.
- 11 april – Laurent Cantet, fransk regissör och manusförfattare.
- 12 april – Lisa Gerrard, australisk musiker, sångerska och kompositör.
- 14 april – Robert Carlyle, brittisk skådespelare.
- 17 april – Thorsten Flinck, svensk regissör och skådespelare.
- 20 april – Nicholas Lyndhurst, brittisk skådespelare.
- 25 april – Juha Sipilä, finländsk centerpartistisk statsminister.
- 26 april – Joan Chen, kinesisk-amerikansk skådespelare.
- 27 april – Moana Pozzi, italiensk porrskådespelare.

#### Maj
- 1 maj – Marianne Scheja, svensk skådespelare.
- 3 maj – David Vitter, amerikansk politiker, republikansk ledamot av USA:s senat.
- 6 maj – George Clooney, amerikansk skådespelare.
- 9 maj
  - John Corbett, amerikansk skådespelare.
  - Fredrik Ultvedt, svensk skådespelare.
- 13 maj
  - Siobhan Fallon, amerikansk skådespelare.
  - Dennis Rodman, amerikansk basketspelare.
- 14 maj – Tim Roth, brittisk skådespelare.
- 14 maj –Helena Westin – svensk utvecklare
- 17 maj – Enya, irländsk sångerska och låtskrivare.
- 22 maj
  - Jeremy Gelbwaks, amerikansk barnskådespelare The Partridge Family.
  - John Sarbanes, amerikansk demokratisk politiker.
- 28 maj
  - Ellinor Ejve, svensk kläddesigner.
  - Elisabeth Ohlson Wallin, svensk fotograf.
- 29 maj – Laura Trenter, svensk författare.

#### Juni
- 1 juni
  - Paul Coffey, kanadensisk ishockeyspelare.
  - Jevgenij Prigozjin, rysk krögare och affärsman, ledare av Wagnergruppen.
- 5 juni – Mary Kay Bergman, amerikansk röstskådespelare.
- 6 juni
  - Garin Nugroho, indonesisk skådespelare.
  - Tom Araya, amerikansk musiker, sångare och basist i Slayer.
  - Aldo Costa, chef över utveckling och design i Ferrari.
- 9 juni – Michael J. Fox, kanadensisk skådespelare.
- 14 juni – Boy George, brittisk artist.
- 18 juni
  - Laurent Grévill, fransk skådespelare.
  - Alison Moyet, brittisk sångerska, artist.
- 21 juni – Sascha Konietzko, tysk musiker, medlem i KMFDM.
- 24 juni – Dennis Dannell, amerikansk rockgitarrist, Social Distortion.
- 26 juni – Greg LeMond, amerikansk tävlingscyklist.
- 29 juni – Greg Hetson, amerikansk musiker, gitarrist i punkbandet Bad Religion.

### Tredje kvartalet

#### Juli
- 1 juli
  - Kalpana Chawla, indisk-amerikansk astronaut.
  - Carl Lewis, amerikansk friidrottare, sprinter och längdhoppare.
  - Diana Spencer, brittisk prinsessa av Wales.
- 15 juli – Forest Whitaker, amerikansk skådespelare, regissör och filmproducent.
- 23 juli – Woody Harrelson, amerikansk skådespelare.
- 25 juli
  - Bobbie Eakes, amerikansk skådespelare.
  - Katherine Kelly Lang, amerikansk skådespelare.
- 30 juli – Laurence Fishburne, amerikansk skådespelare.

#### Augusti
- 2 augusti – Mike Ross, amerikansk demokratisk politiker, kongressledamot 2001–2013.
- 4 augusti – Barack Obama, amerikansk politiker, USA:s president 2009–2017.
- 5 augusti – Tawny Kitaen, amerikansk skådespelare.
- 8 augusti – The Edge, eg. David Howell Evans, irländsk musiker, gitarrist i U2.
- 13 augusti – Cary Stayner, Yosemite seriemördare.
- 20 augusti – Dilek Gür, svensk teaterregissör.
- 24 augusti – Jared Harris, brittisk skådespelare.
- 29 augusti – Ahmed Aboutaleb, nederländsk politiker.
- 30 augusti – Jan Svenungsson, svensk konstnär.

#### September
- 6 september
  - Scott Travis, amerikansk musiker, trummis i Judas Priest.
  - Pål Waaktaar, norsk musiker, gitarrist och låtskrivare i A-ha.
- 11 september – Virginia Madsen, amerikansk skådespelare.
- 12 september – Mylène Farmer, fransk sångerska, låtskrivare och regissör.
- 13 september
  - Kevin Carter, sydafrikansk fotojournalist.
  - Dan Kandell, svensk skådespelare.
  - Dave Mustaine, amerikansk musiker, medlem i Megadeth.
  - Peter Roskam, amerikansk republikansk politiker.
- 18 september
  - James Gandolfini, amerikansk skådespelare.
  - Jörgen Gassilewski, svensk poet och författare.
  - Bernard Werber, fransk författare.
- 21 september – Nancy Travis, amerikansk skådespelare.
- 22 september
  - Liam Fox, brittisk konservativ politiker, försvarsminister 2010–2011.
  - Bonnie Hunt, amerikansk skådespelare.
  - Catherine Oxenberg, amerikansk skådespelare.
- 23 september
  - William McCool, amerikansk astronaut.
  - Chi McBride, amerikansk skådespelare.
- 25 september – Mario Díaz-Balart, amerikansk politiker.
- 26 september
  - Charlotte Fich, dansk skådespelare.
  - Steve Kratz, svensk skådespelare.
  - Dylan McDermott, amerikansk skådespelare.
- 29 september
  - Julia Gillard, australisk politiker, premiärminister 2010–2013.
  - Dan Johansson, svensk skådespelare.
- 30 september – Eric Stoltz, amerikansk skådespelare.

### Fjärde kvartalet

#### Oktober
- 1 oktober – Michael Righeira, italiensk sångare, låtskrivare, musiker och skådespelare, medlem i duon Righeira.
- 3 oktober – Ludger Stühlmeyer, tysk tonsättare och kyrkomusiker
- 5 oktober – Kimmo Kivelä, finländsk politiker.
- 6 oktober – Moshe Lion, israelisk revisor, förare och politiker.
- 16 oktober
  - Fanny Gjörup, svensk barnskådespelare.
  - Bo Sundström, svensk sångare och gitarrist.
- 17 oktober – Henry Bronett, svensk skådespelare och cirkusdirektör.
- 25 oktober – Chad Smith, amerikansk musiker, trummis i Red Hot Chili Peppers.
- 29 oktober – Randy Jackson, amerikansk sångare, medlem i The Jacksons och Randy & The Gypsys.
- 31 oktober
  - Peter Jackson, nyzeeländsk regissör och skådespelare.
  - Max Lundqvist, svensk skådespelare.
  - Larry Mullen Jr, irländsk musiker, trummis i U2.

#### November
- 4 november – Ralph Macchio, amerikansk skådespelare.
- 7 november – Mika Raatikainen, finländsk politiker.
- 11 november – Luca Zingaretti, italiensk skådespelare, känd från filmen om Giorgio Perlasca.
  - Corinne Hermès, fransk artist.
- 12 november – Nadia Comaneci, rumänsk gymnast.
- 14 november
  - Vicki Schreck, amerikansk skådespelare.
  - D.B. Sweeney, amerikansk skådespelare.
- 15 november – Rossana Mariano, svensk skådespelare.
- 17 november – Pat Toomey, amerikansk republikansk politiker.
- 18 november – Nick Chinlund, amerikansk skådespelare.
- 19 november – Meg Ryan, amerikansk skådespelare.
- 21 november – Anthony G. Brown, amerikansk demokratisk politiker.
- 22 november – Mariel Hemingway, amerikansk skådespelare.
- 23 november – Masamune Shirow, japansk mangatecknare.
- 29 november
  - Margaret Bykoff, svensk skådespelare.
  - Kim Delaney, amerikansk skådespelare.
  - Tom Sizemore, amerikansk skådespelare.

#### December
- 1 december – Jeremy Northam, brittisk skådespelare.
- 2 december – Søs Fenger, dansk artist
- 6 december – Bill Hicks, amerikansk ståuppkomiker.
- 10 december – Nia Peeples, amerikansk skådespelare.
- 14 december
  - Fredrik Dolk, svensk skådespelare.
  - Stefan Eriksson, svensk entreprenör och maffiamedlem.
- 21 december – Francis Ng, kinesisk skådespelare.
- 26 december
  - John Lynch, irländsk skådespelare.
  - Jörg Schüttauf, tysk skådespelare.
- 27 december – Guido Westerwelle, tysk politiker, ordförande Freie Demokratische Partei från 2001.
- 28 december – Annika Jankell, svensk programledare i TV och radio.
- 30 december
  - Douglas Coupland, kanadensisk författare.
  - Ben Johnson, kanadensisk friidrottare.

## Avlidna

### Första kvartalet

#### Januari
- 1 januari – Ernst Brunman, 74, svensk operettsångare och skådespelare.
- 4 januari – Erwin Schrödinger, 73, österrikisk fysiker, nobelpristagare.
- 10 januari – Dashiell Hammett, 66, amerikansk författare.
- 17 januari – Patrice Lumumba, 35, kongolesisk politiker.

#### Februari
- 6 februari – George Schnéevoigt, 67, dansk regissör och fotograf.
- 9 februari – Millard Tydings, 70, amerikansk demokratisk politiker, senator 1927–1951.
- 17 februari – Julius Jaenzon, 75, svensk filmfotograf och regissör.
- 19 februari – Einar Fagstad, 61, svensk sångare, skådespelare, kompositör och musiker (dragspel).
- 22 februari – Nick LaRocca, 71, amerikansk jazzmusiker.

#### Mars
- 5 mars – Johan Sigfrid Sirén, 71, finländsk arkitekt.
- 6 mars – George Formby, 56, brittisk sångare, musiker, skådespelare och komiker.
- 12 mars – Kate Thunman, 54, svensk skådespelare.
- 17 mars – Arthur Raymond Robinson, 80, amerikansk republikansk politiker, senator 1925–1935.
- 23 mars – James E. Murray, 84, kanadensisk-amerikansk politiker, senator 1934-1961.

### Andra kvartalet

#### April
- 9 april
  - Iwar Anderson, 77, svensk kontorist och socialdemokratisk politiker.
  - Zog I, 65, ex-kung i Albanien.
- 12 april – Nils-Eric Fougstedt, 50, finländsk kompositör.
- 15 april – Artur Cederborgh, 75, svensk skådespelare.
- 27 april – Heikki Aho, 65, finländsk fotograf och dokumentärfilmare.

#### Maj
- 8 maj – Signe Kolthoff, 80, svensk skådespelare och sångerska.
- 11 maj – Uno Larsson, 67, svensk statistskådespelare, fotograf och biografmaskinist.
- 13 maj – Gary Cooper, 60, amerikansk skådespelare.
- 30 maj – Rafael Trujillo, 69, dominikansk diktator, mördad.

#### Juni
- 1 juni – Melvin Jones, 82, grundaren av Lions.
- 2 juni – Anna-Greta Krigström, 43, svensk skådespelare.
- 3 juni – Brynolf Stattin, 71, svensk hemmansägare, lantbrukare och politiker (högerpartiet).
- 6 juni – Carl Gustav Jung, 85, schweizisk psykolog.
- 17 juni – Jeff Chandler, 42, amerikansk skådespelare.
- 18 juni
  - George H. Bender, 64, amerikansk republikansk politiker, senator 1954–1957.
  - John Hilke, 70, svensk skådespelare.
- 25 juni – Miriam A. Ferguson, 86, amerikansk demokratisk politiker, guvernör i Texas 1925–1927 och 1933–1935.
- 28 juni
  - Yrjö Leino, 64, finländsk politiker, inrikesminister 1945–1948.
  - Aurore Palmgren, 81, svensk skådespelare.
- 30 juni – Ernst Fogman, 80, svensk militär och flygpionjär.

### Tredje kvartalet

#### Juli
- 2 juli – Ernest Hemingway, 61, amerikansk författare och nobelpristagare (självmord[7], sköt sig själv[5], efter flera års depression).
- 6 juli – Cuno Amiet, 93, schweizisk målare.
- 10 juli
  - Nita Hårleman, 69, svensk skådespelare.
  - Erik Wettergren, 78, svensk överintendent och manusförfattare.
- 19 juli – Hjalmar Gullberg, 63, svensk författare, ledamot av Svenska Akademien[10] (självmord[8]).
- 30 juli – Sediqeh Dowlatabadi, iransk journalist, politisk aktivist och feminist.

#### Augusti
- 5 augusti – Einar Ekberg, 56, svensk kristen sångare.
- 18 augusti – Gert Beckman, 63, svensk militär.
- 26 augusti – Hampe Faustman, 42, svensk regissör och skådespelare.

#### September
- 1 september
  - Åke Askner, 55, svensk skådespelare.
  - Eero Saarinen, 51, finländsk-amerikansk arkitekt.
- 10 september – Wolfgang von Trips, 33, tysk racerförare.
- 18 september – Dag Hammarskjöld, 56, FN:s generalsekreterare 1953-1961, nobelpristagare (flygolycka).[10]
- 23 september – Elmer Diktonius, 65, finländsk författare.

### Fjärde kvartalet

#### Oktober
- 11 oktober – Chico Marx, 74, amerikansk komiker, en av Bröderna Marx.
- 18 oktober – Tsuru Aoki, 69, japansk-amerikansk skådespelare.
- 20 oktober – Astrid Bodin, 68, svensk skådespelare.
- 21 oktober
  - Nils Ferlin, 62, svensk poet.[10]
  - Hjördis Gille, 80, svensk skådespelare.
  - Karl Korsch, 75, tysk marxistisk teoretiker.
- 29 oktober – Tiny Sandford, amerikansk skådespelare.
- 31 oktober – Gustav Adolf Widell, 53, svensk ämbetsman, landshövding i Malmöhus län 1953–1961.

#### November
- 2 november – Harriet Bosse, 83, norsk-svensk skådespelare.
- 9 november – C. W. Stomberg, 103, Sveriges äldste man, före detta kassör och hemmansägare i Haga, Nittorp.
- 12 november
  - Gustaf Andersson, 76, svensk politiker, partiledare för Folkpartiet 1935–1944, kommunikationsminister 1939–1944.
  - Max Hansen, 63, dansk skådespelare, sångare, kompositör och manusförfattare.
  - Ernst Thörnberg, 88, svensk författare.
- 23 november – Fritiof Domö, 72, svensk politiker och ämbetsman, landshövding i Skaraborgs län 1951–1956.
- 24 november – Ruth Chatterton, 68, amerikansk skådespelare.
- 25 november – Axel Wenner-Gren, 80, svensk företagsledare och finansman.
- 28 november – Harry Persson, 55, svensk skådespelare och sångare.

#### December
- 1 december – Hartwig Fock, 70, svensk skådespelare och teaterregissör.
- 3 december – Fredrik Böök, 78, svensk professor i litteraturhistoria.[10]
- 13 december – Grandma Moses, 101, amerikansk naivistisk konstnär.
- 20 december – Moss Hart, 57, amerikansk dramatiker, manusförfattare och regissör.
- 23 december – Kurt Meyer, 51, tysk officer i Waffen-SS.
- 25 december – Owen Brewster, 73, amerikansk republikansk politiker.
- 26 december – Kristofer Uppdal, 83, norsk författare.

## Nobelpris[26]
- Fysik
  - Robert Hofstadter, USA
  - Rudolf Mössbauer, Västtyskland
- Kemi – Melvin Calvin, USA
- Medicin – Georg von Békésy, USA
- Litteratur – Ivo Andric, Jugoslavien
- Fred – Dag Hammarskjöld, Sverige (postumt)

### Fotnoter
1. ↑  ”Drabbade barn: aga och barnmisshandel i Sverige från reformationen till nutid”. Arkiverad från originalet den 30 december 2016. https://web.archive.org/web/20161230231013/https://books.google.se/books?id=eWQqrWgeDNoC&printsec=frontcover#v=onepage&q&f=false.
2. 1 2 3 4  Faktakalendern 1996, Semic, 1995
3. ↑  Per Erik Lindorm (red.), Panorama 61 : en bokfilm från BFB (1961), sid. 61.
4. ↑  1961 Nuclear Reactor Meltdown : The SL-1 Accident, filmdokumentation på Youtube.
5. 1 2 3 4 5 6  100 år med Aftonbladet – 1961, 1999
6. ↑  ”Fas.org”. http://www.fas.org/spp/military/program/6555th/6555c3-8.htm.
7. 1 2 3 4 5 6 7 8 9 10 11 12 13 14 15 16 17 18 19  20:e århundrades När Var Hur – 1961, Bernt Himmelstedt, Forum, 1999
8. 1 2 3 4 5  Sverige 1900-talet – 1961, NE, Bra Böcker, 2000
9. ↑  John F. Kennedy Presidential Library and Museum – Selected Milestones of the Kennedy Presidency Arkiverad 21 maj 2010 hämtat från the Wayback Machine.
10. 1 2 3 4 5 6 7 8 9 10 11 12 13 14 15 16  Hundra år i Sverige – 1961, Hans Dahlberg, Albert Bonniers, 1999
11. ↑  ”JFK Library.org”. Arkiverad från originalet den 21 maj 2010. https://web.archive.org/web/20100521194254/http://www.jfklibrary.org/Historical%20Resources/Archives/Reference%20Desk/Selected%20Milestones%20in%20the%20Presidency%20of%20John%20F.%20Kennedy.htm.
12. ↑  McIntyre, W. David (10 mars 2008). ”The Expansion of the Commonwealth and the Criteria for Membership”. Round Table "97" (395):  ss. 273–85. doi:10.1080/00358530801962089. ISSN 0035-8533. Läst 19 december 2008.
13. ↑  75 år Sverige, Carl-Adam Nycop, Bokförlaget Bra böcker, 1976, sidan 183 - På raden av en avgrund
14. ↑  ”JFK Library.org”. Arkiverad från originalet den 25 maj 2010. https://web.archive.org/web/20100525103106/http://www.jfklibrary.org/Historical%20Resources/Archives/Reference%20Desk/Speeches/JFK/003POF03NewspaperPublishers04271961.htm.
15. 1 2 3 4 5  Faktakalendern 2000 – 1961 (Utlandet) , Semic, 1999
16. 1 2  ”World Statesmen”. http://www.worldstatesmen.org/Kuwait.htm.
17. ↑  ”Missile Overview”. Nuclear Threat Initiative. Arkiverad från originalet den 5 januari 2008. https://web.archive.org/web/20080105202129/http://www.nti.org/e_research/profiles/Egypt/Missile/index.html. Läst 18 december 2007.
18. ↑  ”juli 1961”. NASA. http://www.hq.nasa.gov/office/pao/History/Timeline/1961-3.html. Läst 18 december 2007.
19. 1 2 3  Faktakalendern 1997, Semic, 1996
20. ↑  75 år Sverige, Carl-Adam Nycop, Bra Böcker, 1976, sidan 185 - Tragedin kring Hammarskjöld
21. ↑  20:e århundrades När Var Hur – Rocken, Bernt Himmelstedt, Forum, 1999
22. ↑  ”Address by Julius Nyerere at the ceremony to mark the independence of Tanganyika (9 December 1961)” (på engelska). CVCE.EU by UNI.LU. 3 januari 2017. https://www.cvce.eu/en/obj/address_by_julius_nyerere_at_the_ceremony_to_mark_the_independence_of_tanganyika_9_december_1961-en-3de83411-7a28-4116-a719-6ec3f7c1ecf7.html. Läst 15 augusti 2023.
23. ↑  ”Narkotika”. Arkiverad från originalet den 24 maj 2011. https://web.archive.org/web/20110524131828/http://members.fortunecity.com/simulatorsmusicsite/droger/narkotika.htm.
24. ↑  Sverige 1900-talet – Sverige åter i Europa, NE, Bra Böcker, 2000
25. ↑  Sverige 1900-talet – Hundra år av lönsamhet, NE, Bra Böcker, 2000
26. ↑  ”Nobelpriset”. https://www.nobelprize.org/prizes/lists/all-nobel-prizes/. Läst 10 april 2011.